# Pilot 772 SE
Pilot 772 SE är en svensk lotsbåt som byggdes 1987 som Tjb 772 av AB Holms Skeppsvarv, Råå, Helsingborg för Sjöfartsverket i Norrköping. Tjb 772 stationerades vid Arholma lotsplats, Simpnäs, Norrtälje. Båten flyttades senare till Malmö lotsplats och efter några år vidare till Ystads lotsplats. År 2005 döptes båten om till Pilot 772 SE.